# 格拉斯 (阿摩尔滨海省)
格拉斯（法語：Grâces，法語發音：[ɡʁas] ⓘ）是法国阿摩尔滨海省的一个市镇，位于该省西部，属于甘冈区。

## 地理
格拉斯（48°33'21"N, 3°11'6"W）面积14.07 平方千米，位于法国布列塔尼大區阿摩尔滨海省，该省份为法国西北部沿海省份，位于布列塔尼半岛北部，北濒大西洋英吉利海峡，西接菲尼斯泰尔省，南至莫尔比昂省，东临伊勒-维莱讷省。
与格拉斯接壤的市镇（或旧市镇、城区）包括：科阿杜、甘岡、穆斯泰吕、普卢伊西、普卢马戈阿尔。

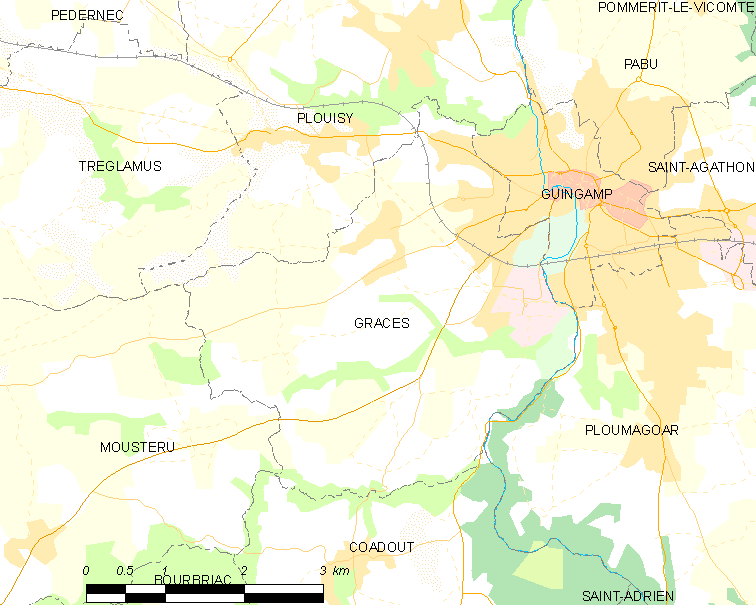
的OSM定位图

格拉斯的时区为UTC+01:00、UTC+02:00（夏令时）。

## 行政
格拉斯的邮政编码为22200，INSEE市镇编码为22067。

## 政治
格拉斯所属的省级选区为甘冈县。

## 人口

1962-2008年间人口变化图示

格拉斯于2022年1月1日时的人口数量为2588人。